# Loch Rannoch
 (signalé en mai 2025).
Si vous disposez d'ouvrages ou d'articles de référence ou si vous connaissez des sites web de qualité traitant du thème abordé ici, merci de compléter l'article en donnant les références utiles à sa vérifiabilité et en les liant à la section « Notes et références ».
- Archive Wikiwix
- Bing
- Cairn
- DuckDuckGo
- E. Universalis
- Gallica
- Google
- G. Books
- G. News
- G. Scholar
- Persée
- Qwant
- (zh) Baidu
- (ru) Yandex
- (wd) trouver des œuvres sur Wikidata

Le loch Rannoch (en gaélique écossais Loch Raineach) est un loch d'eau douce situé dans le Perth and Kinross, en Écosse. La rivière Tummel commence à son extrémité est, où se trouve le petit village de Kinloch Rannoch.